# Списък на генералите и адмиралите от Северна Македония
Тази статия представлява списък на генералите и адмиралите от Северна Македония. В него се включват офицери, родени на територията на днешна Северна Македония или Егейска Македония и служили в югославската народна армия (ЮНА) и/или в армията на Северна Македония (АРМ).

## Списък
В скоби след званието е упомената годината на излизане в запаса.

### А
- Йован Андревски (р.1942), генерал-лейтенант от АРМ (2002)
- Драган Андрески (р.1950), генерал-лейтенант от АРМ (2009)
- Миле Апостолски (р.1927), генерал-майор от ЮНА (1985)
- Миле Арнаутовски (1925 – 1999), генерал-лейтенант от ЮНА (1988)
- Михайло Апостолски (1906 – 1985), генерал-полковник от ЮНА (1958)
- Митре Арсовски (р.1936), генерал-майор от ЮНА и генерал-лейтенант от АРМ (1993)
- Павле Арсоски (р.1967), генерал-майор от АРМ
- Стоян Аспровски (р.1929), генерал-полковник от ЮНА (1991)
- Тодор Атанасовски (1924 – 2018), генерал-полковник от ЮНА (1985)

### Б
- Драголюб Боцинов (1933 – 2006), вицеадмирал от ЮНА и адмирал от АРМ (1996)
- Йосиф Бошевски (1948 – 2010), бригаден генерал от АРМ (2001)
- Александър Бошковски (р.1933), генерал-майор от ЮНА (1991)
- Георги Бояджиев (р. 1950), генерал-майор от АРМ (2005)

### В
- Методия Ваневски (1943 – 2005), бригаден генерал от АРМ (2002)
- Методия Величковски (р.1966), генерал-лейтенант от АРМ
- Петър Вероноски (р.1932), генерал-майор от ЮНА (1991)

### Г
- Адил Газафер (р.1947), генерал-лейтенант от АРМ (2008)
- Киро Галазовски (р.1957), бригаден генерал от АРМ (2012)
- Мирче Гьоргоски (р.1966), бригаден генерал от АРМ
- Васко Гюрчиновски (р.1970), генерал-лейтенант от АРМ

### Д
- Ристо Дамяновски (1937 – 2021), генерал-майор от ЮНА (1994)
- Алексо Демниевски (1905 – 1961), генерал-лейтенант от ЮНА (1958)
- Петър Димитриевски (1926 – 2005), генерал-лейтенант от ЮНА (1986)
- Зоран Димов (р.1958), генерал-майор от АРМ (2012)
- Стоян Димчов (р.1957), бригаден генерал от АРМ (2015)
- Бранко Дракалски (1960 – 2020), бригаден генерал от АРМ (2015)

### E
- Бесник Емини (р.1977), бригаден генерал от АРМ

### З
- Тръпко Здравковски (р.1938), генерал-майор от АРМ (1994)

### И
- Ибраим Ибраими (р.1920), генерал-майор от ЮНА (1980)

### Й
- Живко Йовановски (1923 – 2017), генерал-майор от ЮНА (1980)
- Атанас Йовчески (1952 – 2008), генерал-лейтенант от АРМ (2007)
- Орце Йордев (р.1972), бригаден генерал от АРМ

### К
- Георги Каракутовски (р.1947), генерал-лейтенант от АРМ (2003)
- Благоя Кафеджиски (р.1923), генерал-лейтенант от финансовата служба (1981)
- Зоран Костовски (р.1935), генерал-майор от ЮНА (1992)
- Васко Карангелевски (1921 – 1977), генерал-полковник от ЮНА (1977)
- Никола Кастратович (1926 – 2014), генерал-лейтенант от ЮНА (1985)
- Лазар Колишевски (1914 – 2000), генерал-майор от резерва от ЮНА
- Йосип Костовски (1926 – 1998), генерал-лейтенант от ЮНА (1983)
- Методие Котевски (1923 – 2014), генерал-лейтенант от ЮНА (1981)
- Филип Котели (р.1940), генерал-лейтенант от АРМ (1999)
- Горанчо Котески (р.1965), генерал-лейтенант от АРМ
- Димко Кочински (1926 – 2015), генерал-лейтенант от ЮНА (1985)
- Трайче Кръстевски (1938 – 2017), генерал-майор от ЮНА и генерал-полковник от АРМ (2000)

### Л
- Зоран Лековски (р.1955), генерал-майор от АРМ (2011)

### М
- Янакие Манасиевски (1943 – 2000), генерал-лейтенант от АРМ (1999)
- Миле Манолев (р.1948), бригаден генерал от АРМ (1999)
- Зоран Милески (р.1958), генерал-майор от АРМ
- Тихомир Милошевски (1915 – 1984), генерал-полковник от ЮНА (1962)
- Сокол Митровски (р.1948), генерал-лейтенант от АРМ (2003)
- Борис Михайловски (р.1944), бригаден генерал от АРМ (1999)
- Кирил Михайловски (1916 – 1991), генерал-майор от ЮНА (1966)
- Ламбе Михайловски (р.1924), генерал-полковник от ЮНА (1984)
- Ангел Мойсовски (1923 – 2001), генерал-лейтенант от ЮНА (1979)

### Н
- Илия Николовски (р.1948), генерал-майор от АРМ (2005)
- Мирко Николовски (р.1938), генерал-майор от ЮНА (1992)
- Мирко Ниловски, генерал-майор
- Азим Нуредин (р.1969), генерал-майор от АРМ

### О
- Бранко Обрадович (1907 – 1983), генерал-лейтенант от ЮНА (1962)
- Ангел Ончевски (р. 1933), генерал-лейтенант от ЮНА (1992)

### П
- Йован Павлов (р.1935), генерал-майор от ЮНА (1992)
- Петър Пепелюговски (1924 – 1999), генерал-лейтенант от ЮНА (1982)
- Боце Перески (р.1933), генерал-майор от ЮНА, служи в АРМ (1993)
- Дане Петковски (1922 – 2005), генерал-лейтенант от ЮНА (1984)
- Димче Петровски (р.1961), генерал-майор от АРМ (2018)
- Панде Петровски (1943 – 2006), генерал-полковник от АРМ (2002)
- Здравко Поповски (р.1955), генерал-майор от АРМ (2014)
- Трайко Постоловски (1936 – 2017), генерал-майор от ЮНА, генерал-лейтенант от АРМ (1993)
- Борис Поцков (1916 – 1981), генерал-майор от ЮНА (1965)

### Р
- Мухамет Рацай (р.1961), генерал-майор от АРМ
- Милан Ружиновски (1935 – 2017), генерал-полковник от ЮНА (1992)
- Бено Русо (1920 – 2006), генерал-лейтенант от ЮНА (1980)

### С
- Димитрие Савески (р.1923), генерал-майор от ЮНА (?)
- Насер Сейдини (р.1957), генерал-лейтенант от АРМ (2015)
- Кузман Смилевски (1924 – 2012), контраадмирал от ЮНА (1973)
- Александър Спирковски (1932 – 2011), генерал-полковник от ЮНА (1992)
- Методи Стамболиски (р.1947), генерал-полковник от АРМ (2005)
- Методия Стефановски (р.1923), генерал-полковник от ЮНА (1986)
- Благое Стефков (1915 – 1965), генерал-майор от ЮНА (1965)
- Звонко Стояновски (р.1954), бригаден генерал от АРМ (2003)
- Мирослав Стояновски (р.1959), генерал-лейтенант от АРМ (2015)
- Славе Стояновски (р.1943), генерал-майор от армията на Сърбия (1994)
- Борис Стояноски (р.1941), генерал-майор от АРМ (2000)

### Т
- Симеон Трайковски (р.1969), бригаден генерал от АРМ
- Томислав Трайчевски (р.1935), генерал-лейтенант от ЮНА и генерал-полковник от АРМ (1993)
- Симеон Туманов (р.1943), генерал-майор от ЮНА (1992)
- Зехедин Туши (р.1943), генерал-лейтенант от АРМ (2003)

### У
- Цветко Узунов (1912 – 1994), генерал-полковник от ЮНА (1972)

### Ф
- Миле Филиповски (1920 – 1986), генерал-майор от ЮНА (1976)

### Ч
- Боро Чаушев (1917 – 2001), генерал-майор от резерва от ЮНА (1949)

### Ш
- Тихомир Шарески (1921 – 2004), генерал-полковник от ЮНА (1981)
- Антоние Шкоклев (1923 – 2018), санитарен генерал-майор от ЮНА (1986)

### Я
- Любен Яндрейевски (1927 – 2009), генерал-майор от ЮНА (1986)
- Саве Янев (р.1948), генерал-майор от АРМ (2003)